# Mauser Modelo 1895
El Mauser Modelo 1895 es un fusil de cerrojo que dispara el cartucho 7 x 57 Mauser. Fue adoptado por los ejércitos de varios países, incluso el Ejército de Chile, que lo designó como Fusil Mauser Chileno Modelo 1895. Supuso la primera gran modificación del Mauser Modelo 1893 y fue producido por Deutsche Waffen und Munitionsfabriken (DWM) y Ludwig Loewe & Company desde 1895 hasta 1900.

## Historia

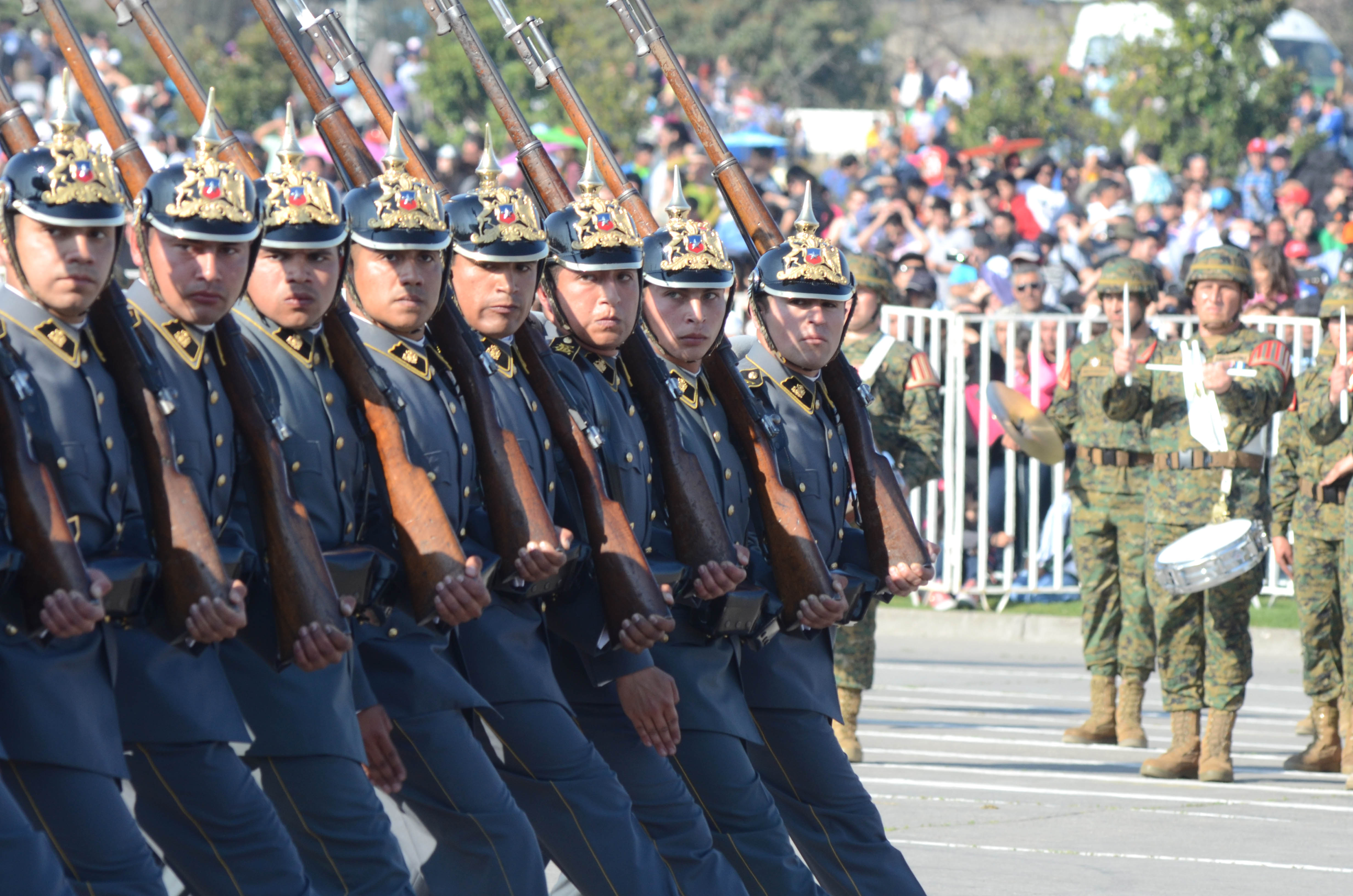
Soldados chilenos desfilando con fusiles Mauser Modelo 1895, 2014.

Fue suministrado por Ludwig Loewe & Company entre 1895 y 1896, después por DWM (1897-1900, apareciendo por primera vez durante una pequeña carrera armamentista entre Argentina y Chile en 1896 y 1898. En este periodo, más de 80.000 fusiles Modelo 1895 y 30.000 carabinas Modelo 1895 fueron enviadas y suministradas al Ejército de Chile.

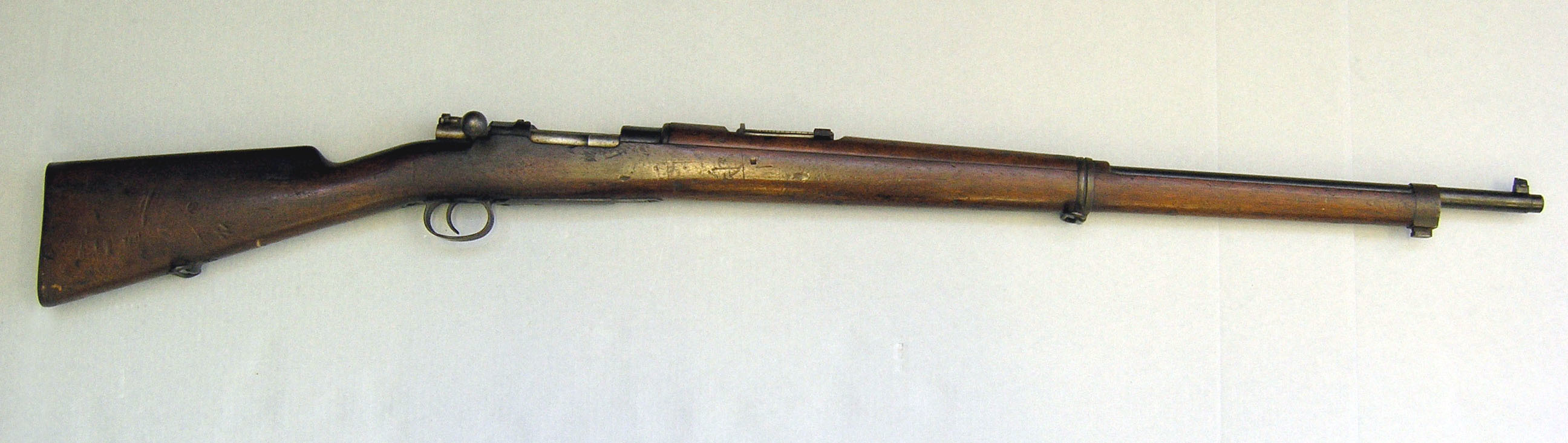
El Mauser Modelo 1895 del Museo de Auckland, capturado a los bóer en Sudáfrica.

El Mauser Modelo 1895 también fue suministrado al Estado Libre de Orange y a la República Sudafricana (más conocida como "Transvaal") por DWM al poco tiempo de la incursión de Jameson en diciembre de 1895, para solucionar la escasez de modernos fusiles de cerrojo en su ejército. Se ordenaron 50.000 fusiles, pero solamente recibieron 37.000 porque DWM los desvió para cumplir su contrato con el Ejército de Chile. A causa del gran número de fusiles enviados a Chile, muchos de estos llevan el marcaje "O.V.S" (Orange Vrij Staat, Estado Libre de Orange en afrikáans) El Mauser Modelo 1895 vendido a la República Sudafricana también era conocido como "Mauser Modelo Bóer" y tenía el marcaje "O.V.S" encima del número de serie, acompañado del marcaje "MOD.MAUSER" y la fecha de fabricación. A causa de esto, surgió un malentendido respecto a la identificación entre los fusiles Modelo 1896 y Modelo 1897. En aquel entonces, un granjero afrikáner (también llamado bóer) podía comprar un Mauser Modelo 1895 al precio de £3; otra variante del fusil, conocida en afrikáans como Plezier Mauser, se vendía a un precio ligeramente mayor por los respectivos gobiernos y armeros para cacería y autodefensa. Estos fusiles tenían diversos modelos de culata, cañón, mecanismos de puntería y decoraciones. Algunos de los últimos fusiles suministrados por DWM tenían cerrojos con la manija doblada hacia abajo, que los hacían adecuados para los bóer que iban a caballo. La producción del Mauser Modelo 1895 se detuvo en 1899 a causa de la segunda guerra bóer.
Este fusil también fue empleado en México, Costa Rica, Paraguay, Irán, El Salvador y Honduras. Los fusiles y carabinas Mauser Modelo 1895 también fueron el armamento estándar de las diversas facciones enfrentadas durante la Revolución mexicana, mientras que los fusiles paraguayos fueron empleados durante la guerra del Chaco.

## Diseño
El Mauser Modelo 1895 es una modificación del Mauser Modelo 1893. Su cargador interno fijo tiene una capacidad de 5 cartuchos 7 x 57 Mauser con pólvora sin humo. Puede llenarse con cartuchos sueltos o mediante peines. Cada peine sostiene cinco cartuchos para llenar el cargador y se inserta en guías fresadas en el puente posterior del cajón de mecanismos. Después de cargar, el peine vacío es eyectado al momento de cerrar el cerrojo. La culata tiene una empuñadura recta y un guardamanos que se extiende desde la recámara hasta la abrazadera trasera. La abrazadera delantera tiene un riel para montar la bayoneta Modelo 1895.

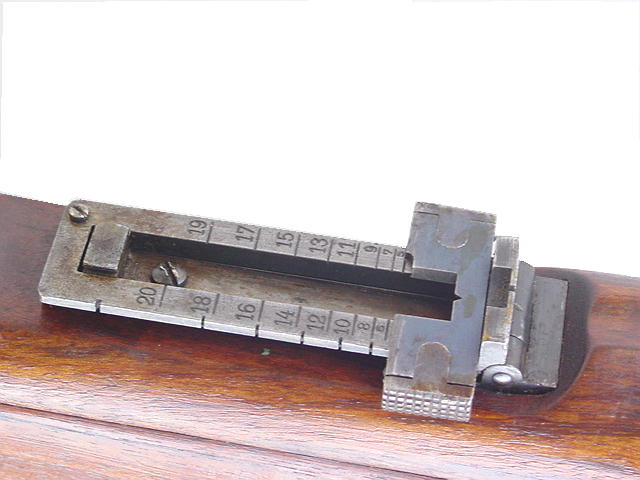
El alza del Mauser Modelo 1895.

El Modelo 1895 se distinguía del Modelo 1893 en lo que a la sección interna del cabezal del cerrojo respecta. La sección interna del cerrojo del Modelo 1893 era cuadrada, mientras que la del Modelo 1895 era cilíndrica, lo cual se debía al hecho que la sección cuadrada era innecesaria para una alimentación fiable. Además, el Modelo 1895 tenía un resalte adicional detrás de la manija del cerrojo para ofrecer un acerrojado adicional en caso de fallar el cerrojo. El diámetro externo de la recámara es de 33 mm. Otra importante modificación que distingue al Modelo 1895 del Modelo 1893 es su teja elevadora, cuya cola está redondeada para que el cerrojo pueda cerrarse con el cargador vacío.
Los mecanismos de puntería del Mauser Modelo 1895 son un punto de mira tipo poste y un alza tangencial. Estos eran algo toscos, siendo adecuados para un uso fuerte, apuntar a blancos agrupados a larga distancia y con poca luz, aunque eran poco adecuados para apuntar con precisión a blancos lejanos o pequeños. El alza tangencial está graduada para los cartuchos 7 x 57 Mauser Modelo 1893, que montan una bala larga de punta redonda de 11,2 g, desde 400 m a 2.000 m en incrementos de 100 m.

## Variantes

### Fusil corto Modelo 1895
Conocido también como mosquetón, el fusil corto es una versión ligeramente más larga de la carabina. Tiene una longitud promedio de 1046 mm, un cañón de 540 mm de longitud y un alza graduada hasta 1.400 m. Las otras modificaciones incluyen un cerrojo con manija doblada y armellas para la correa portafusil en el lado izquierdo de la abrazadera trasera y la culata.

### Carabina Modelo 1895
Conocida también como Carabina Mauser Chilena Modelo 1895, esta variante acortada fue diseñada principalmente para la caballería y la artillería. Se parece al fusil, salvo que es más pequeña. Su longitud es de 947 mm y tiene un cañón de 465 mm de longitud. Se parece al fusil corto, excepto que las armellas de la correa portafusil están en el lado izquierdo de la abrazadera trasera y en la culata detrás de la empuñadura. También tiene el mismo cerrojo con manija doblada que el fusil corto.

### Fusil M1899 serbio

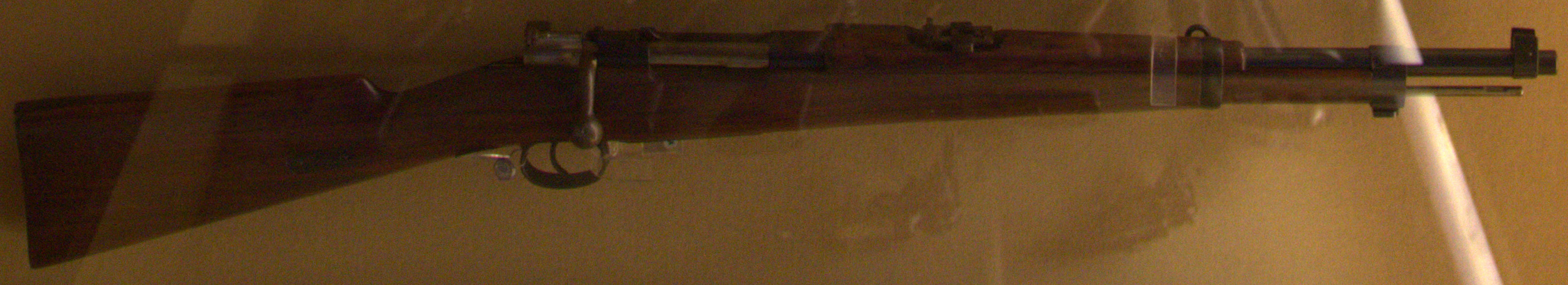
Un fusil corto M 99 C serbio.

El Zastava M1899 de 7 mm es una variante del Mauser Modelo 1895, que fue producida bajo licencia por Zastava Arms desde 1899 hasta 1915. Según las ligeras modificaciones hechas durante su producción, fueron designados M1899, M1899/07 y M1899/08. Desde 1907 hasta 1910, Zastava también produjo 10.000 carabinas designadas M1899/07 o M1907. Fueron los fusiles estándar del Ejército serbio durante las Guerras de los Balcanes y la Primera Guerra Mundial. El Reino de Yugoslavia los empleó con las designaciones Puska 7 mm M 99 y Karabini 7 mm M 8 C. Antes de la Segunda Guerra Mundial, el fusil M1899 fue acortado y recalibrado para disparar el cartucho 7,92 x 57 Mauser, a fin de parecerse al fusil corto M24B. Esta versión fue designada Puska 7,9 mm M 99 C. Los fusiles capturados por el Ejército alemán recibieron las designaciones Gewehr 222 (j) (M99), Karabiner 421 (j) (M08C) y Gewehr 291/4 (j) (M99C).

## Usuarios
- Chile[1][2][3][7][16]
- China[1][2][16]
- Costa Rica[1][2]
- El Salvador[1]
- Estado Libre de Orange[1][2][3][7][16]
- Honduras[1][2]
- Imperio austrohúngaro: capturó fusiles serbios M1899 durante la Primera Guerra Mundial.
- Irán[1]
- México[1][2][16]
- Paraguay[1]
- República Sudafricana[1][2][3][7][16]
- Uruguay[1][16]